# ردپای آبی
سرنخ‌های آبی (به انگلیسی: Blue's Clues) یک برنامهٔ تلویزیونی کودک است که به مدت ۳۰ دقیقه از شبکهٔ نیکلودئون (Nickelodeon) پخش می‌شد. نمایش این سریال در ۸ سپتامبر ۱۹۹۶ به روی آنتن رفت و در سال ۲۰۰۲ سری جدید آن ساخته شد هرچند که تولید قسمت جدید آن نیز در سال ۲۰۰۶ متوقف شد. این برنامه در اوایل دهه ۱۳۸۰ از شبکه دو سیما پخش شد.
آبی نام سگی دختر است که در این انیمیشن حضور دارد، او در هر قسمت از این سریال برای یافتن پاسخ معماها سرنخ‌هایی از خود به جا می‌گذارد که مجری برنامه (استیو) و با کمک چند دوست کارتونی دیگر باید کشف شده و در کنار هم قرار داده شوند. طی این مراحل، بچه‌ها فکر، تمرین می‌کنند و یادمی‌گیرند تا درست نتیجه‌گیری کنند.